# Ziggurat (jeu vidéo, 2012)
Pour les articles homonymes, voir Ziggurat (homonymie).
Ziggurat est un jeu vidéo de type shoot 'em up développé et édité par Action Button Entertainment, sorti en 2012 sur iOS.

## Accueil
- Edge : 9/10[1]
- Eurogamer : 8/10[2]
- Paste : 9/10[3]
- TouchArcade : 4,5/5[4]